# Vince Benedetti
Vincent „Vince“ Benedetti (* 7. März 1941 in Teaneck, New Jersey) ist ein amerikanischer Jazzpianist, der gelegentlich auch Posaune spielt.

## Leben und Karriere
Benedetti, geboren 1941 in Teaneck, erhielt ab dem sechsten Lebensjahr Klavierunterricht und wurde später auch auf der Trompete und Posaune unterrichtet. 1964 holte ihn Pony Poindexter, mit dem er nach Europa ging, in seine Band. Dann arbeitete er als Solopianist und in Bands in Paris, München und Berlin. Er begleitete u. a. Pepper Adams, Chet Baker, Eddie Lockjaw Davis, Roy Eldridge, Buddy DeFranco, Stan Getz, Dizzy Gillespie, Dexter Gordon, Johnny Griffin, Miriam Klein und Slide Hampton. Er ließ sich in der Schweiz nieder, wo er ab 1975 fünf Jahre lang die Swiss Jazz School leitete und später in Basel unterrichtete. In Zürich entdeckte er 1988 die noch unbekannte Diana Krall, lud sie auf eine Tournee mit seinem Quartett ein und nahm mit ihr 1990 ein erstes (allerdings erst 2003 veröffentlichtes) Album auf.

## Diskographische Hinweise
- Hank Mobley: Flip (1969)
- Archie Shepp: Poem for Malcolm (1969)
- Heart Drops: Vince Benedetti Meets Diana Krall (1990)
- Miriam Klein: Ladylike (1994)
- Vince Benedetti Trio (2003, mit Reggie Johnson, Alvin Queen)

## Lexigraphische Einträge
- Bruno Spoerri: Biografisches Lexikon des Schweizer Jazz CD-Beilage zu: B. Spoerri (Hrsg.): Jazz in der Schweiz. Geschichte und Geschichten. Chronos-Verlag, Zürich 2005; ISBN 3-0340-0739-6